# Louis Phillips (football)
Louis Phillips, né le 9 août 1950 à Montegnée (Belgique) et mort dans la même ville le 31 décembre 2012,  est un footballeur belge.

## Biographie
Il joue 355 matchs avec le FC Liègeois dont 338 en division 1. Il termine sa carrière en 1983.

## Palmarès
- Finaliste de la Coupe de la Ligue belge en 1973 avec le FC Liégeois